# Великий Край
Вели́кий Край — деревня в муниципальном округе Егорьевск Московской области России. 

## География
Деревня Великий Край расположена в северо-восточной части муниципального округа Егорьевск, в 14 километрах к северо-востоку от города Егорьевск. В 3 километрах к северу от деревни протекает река Поля. Высота над уровнем моря 138 метров.

## Название
В письменных источниках деревня упоминается как Великое Раменье, Великий Край тож (1554 год), с 1627 года Великий Край.
В названиях определение великий обозначает «большой», термин раменье — «окраина леса», «селение у леса».

## История
До отмены крепостного права в России жители деревни относились к разряду государственных крестьян. После 1861 года деревня вошла в состав Поминовской волости Егорьевского уезда. Приход находился в селе Ново-Егорьевское.
В 1926 году деревня входила в Мартыновский сельсовет Поминовской волости Егорьевского уезда.
До 1994 года Великий Край входил в состав Саввинского сельсовета Егорьевского района, а в 1994—2006 годы — Саввинского сельского округа.
До 2015 года входила в состав сельского поселения Саввинское.
В 2015 году вошла в состав городского округа Егорьевск, образованного в том же году путем упразднения Егорьевского района и объединения всех его поселений в единый городской округ.

## Демография
В 1885 году в деревне проживало 363 человека, в 1905 году — 491 человек (247 мужчин, 244 женщины), в 1926 году — 312 человек (133 мужчины, 179 женщин). По переписи 2002 года — 29 человек (9 мужчин, 20 женщин). Население — 30 человек (2010).
| 1859 | 1868 | 1885 | 1905 | 1926 | 2002 | 2006 |
| ---- | ---- | ---- | ---- | ---- | ---- | ---- |
| 287  | ↗290 | ↗363 | ↗491 | ↘312 | ↘29  | ↗30  |
| 2010 |      |      |      |      |      |      |
| →30  |      |      |      |      |      |      |